# Feliks Gąsiewicz
Feliks Tomasz Gąsiewicz (ur. 6 listopada 1893 w Warszawie, zm. 14 stycznia 1974) – kapitan geograf Wojska Polskiego, działacz niepodległościowy.

## Życiorys
W dwudziestoleciu międzywojennym był oficerem Wojskowego Instytutu Geograficznego w Warszawie. 31 marca 1924 został mianowany na stopień kapitana ze starszeństwem z 1 lipca 1923 i 2. lokatą w korpusie oficerów geografów. W marcu 1939 pełnił służbę w Szkole Podchorążych Saperów w Warszawie na stanowisku kierownika przedmiotu. 6 października 1939 w Adamowie dostał się do niemieckiej niewoli. Przebywał w Oflagu II B Arnswalde, a od 15 maja 1942 w Oflagu II D Gross-Born.

## Ordery i odznaczenia
- Krzyż Walecznych[12]
- Medal Niepodległości[10]
- Srebrny Krzyż Zasługi[10]
- Medal Zwycięstwa[7]